# Pimba
Pour les articles homonymes, voir Pimba (homonymie).
La Pimba, aussi appelée música pimba (musique pimba), est un genre musical ayant émergé dans le milieu des années 1990, initié par le chanteur portugais Emanuel avec sa chanson Pimba en 1995. Les paroles ont des connotations sexuelles au second degré.

## Histoire
Dans le domaine de la télévision également, la pimba et les artistes qui y sont généralement associés n'ont pas cessé d'être la cible de la satire depuis les années 1990. Parmi les exemples les plus évidents, citons la sitcom Débora (RTP, 1998/1999), dans laquelle Ana Bola incarne Débora, une chanteuse décadente qui veut détrôner la chanteuse Ágata, et le feuilleton Destinos cruzados (TVI, 2013-2014), dans lequel Maria João Bastos joue le rôle de Liliane Marise, également une chanteuse ratée de pimba. L'humour fait avec la pimba atteint également la radio, notamment avec l'émission Laboratolarilorela (une collaboration avec le site web Porta Pimba de Bruno Raposo), incluse dans le programme Manhãs da 3 d'Antena 3, qui est diffusé de 2003 à 2009. L'humoriste Nuno Markl y présentait chaque semaine des chansons, généralement du genre pimba, avec des paroles inhabituelles ou humoristiques, et Markl faisait référence au genre des chansons qu'il présentait avec l'épithète « musique populaire alternative » (beaucoup des chansons qu'il présentait étaient obscures par rapport à la pimba dominante).
Depuis le début des années 2010, la pimba est influencée par des genres dansants tels que le funaná (souvent appelé à tort kuduro).
Dans la première moitié des années 2020, un microgenre s'inspirant de la musique pimba, le post-pimba, apparait, microgenre dont le public principal est constitué des générations Y et Z.
Le terme pimba est considéré par les spécialistes de l'histoire de la musique populaire portugaise comme péjoratif et discréditant, tout comme le terme nacional-cançonetismo, même si l'idée générale dans la seconde moitié des années 1990 et le début des années 2000 — la période de la plus grande popularité de la musique pimba — était que les interprètes eux-mêmes ne voyaient pas d'inconvénient à être étiquetés avec ce terme. En ce qui concerne les opinions privées, le musicien João Peste, du groupe Pop Dell'Arte (pt), écrit sur une plateforme Internet en 2021 que « la pimba est l'expression ultime du sous-développement culturel portugais, de l'homophobie et du racisme », ce qui va de pair avec le fait que Quim Barreiros — l'interprète dont la carrière est la plus cohérente en termes de popularité de la pimba — a déjà été accusé d'utiliser des termes homophobes dans l'une de ses chansons.

## Caractéristiques
Le style musical emprunte beaucoup à la variété, la pop, avec toujours un accompagnement à l'accordéon, au synthétiseur et aux trompettes. Ce style est surtout très apprécié par les Portugais résidant à l'étranger et ceux vivant dans les campagnes. Depuis les années 2000, de plus en plus de femmes se mettent à faire ce genre musical surtout joué par des hommes auparavant.

## Artistes principaux
- Emanuel
- Quim Barreiros
- José Malhoa
- Rosinha